# Изгой-один. Звёздные войны: Истории
«Изго́й-оди́н. Звёздные во́йны: Исто́рии» (англ. Rogue One: A Star Wars Story), или просто «Изго́й-оди́н» — американская эпическая космическая опера режиссёра Гарета Эдвардса. Авторами сюжета выступили Гэри Уитта и Джон Нолла, а сценария — Крис Вайц и Тони Гилрой. Производством занималась компания Lucasfilm, а прокатом — Walt Disney Studios Motion Pictures. Первый спин-офф франшизы «Звёздные войны» и приквел «Новой надежды» (1977). Главные роли сыграли Фелисити Джонс, Диего Луна, Бен Мендельсон, Донни Йен, Мадс Миккельсен, Алан Тьюдик, Риз Ахмед, Цзян Вэнь и Форест Уитакер. Основное действие фильма разворачивается за неделю до начала событий «Новой надежды». Сюжет рассказывает о группе повстанцев, которые собираются украсть чертежи «Звезды Смерти», главного оружия Галактической Империи.
Фильм основан на идее, предложенной Джоном Ноллом в середине 2000-х годов. По его задумке лента должна была отличаться по тону и стилю от традиционных фильмов по «Звёздным войнам» и не включать в себя вступительные титры и типичные переходы между сценами. Основные съёмки начались на студии Pinewood в английском графстве Бакингемшир в начале августа 2015 года и завершились в феврале 2016 года. Затем летом 2016 года прошли масштабные пересъёмки. Предполагаемый бюджет картины составил не менее $220 млн, что делает ленту одной из самых дорогостоящих в истории.
Мировая премьера фильма состоялась 10 декабря 2016 года в кинотеатре Pantages в Лос-Анджелесе. Выход в широкий прокат в России состоялся 15 декабря, в США — 16 декабря. Фильм получил положительные отзывы критиков, которые отметили актёрскую игру, сюжет, визуальные эффекты, музыку и мрачный тон, но раскритиковали ленту за темп повествования, персонажей и цифровое воссоздание Питера Кушинга и Кэрри Фишер. Лента собрала в прокате более $1 млрд, став 20-м самым кассовым проектом в истории и 2-м самым успешным в 2016 году. Фильм получил две номинации на премию «Оскар» (лучший звук и лучшие визуальные эффекты). Сериальный приквел фильма, «Андор», вышел на стриминг-сервисе Disney+ в сентябре 2022 года.

## Сюжет
В начале фильма Джин Эрсо вспоминает, как 15 лет назад её отца, военного инженера Галена Эрсо, нашёл директор подразделения передовых оружейных исследований вооружённых сил Галактической Империи Орсон Кренник и вынудил вернуться к работе, которую Гален покинул некоторое время назад. Во время конфликта между Галеном и Кренником гибнет мать Джин, Лира Эрсо. Самой юной Джин удаётся скрыться от солдат Кренника при помощи старого друга их семьи, Со Герреры, ветерана Войн клонов.
Джин просыпается в имперской тюрьме, куда она, скрывающаяся под чужим именем, попала по обвинению в целом ряде преступлений, включая подделку документов, диверсии и др. Во время перевозки Джин в имперский трудовой лагерь её освобождают представители Альянса повстанцев и доставляют на свою базу на планете Явин IV.
Альянс заинтересован в том, чтобы через Джин выйти на её отца, который, по данным повстанцев, до сих пор работает на Империю над самым мощным оружием в галактике, способным уничтожать целые планеты. Выйти на Галена Эрсо может помочь Со Геррера, которого Джин сама не видела уже многие годы после того, как она в возрасте 16 лет была одним из его лучших боевиков. Джин в сопровождении капитана разведки Альянса Кассиана Андора отправляется на планету Джеда, где расположены древние храмы джедаев и находится база Со Герреры.
Кассиан и Джин становятся свидетелями нападения боевиков Герреры на имперских штурмовиков в городе на Джеде, после чего Андор и Эрсо попадают в плен к людям Герреры. Со показывает Джин полученное через имперского пилота-перебежчика Бодхи Рука сообщение Галена Эрсо с информацией о том, что новое супероружие носит неофициальное название «Звезда смерти», а он специально оставил в нём уязвимое место, чертежи же «Звезды смерти» находятся на имперской базе на планете Скариф.
В это время Кренник решает сделать пробный выстрел «Звезды смерти», появившейся на орбите Джеды, и уничтожает древний храм джедаев, что вызывает катастрофические разрушения на огромной территории. Джин, Кассиан, Бодхи Рук и некоторые другие успевают в последний момент взлететь с разрушающейся планеты, а Со Геррера отказывается уходить и гибнет.
Джин узнаёт от Бодхи Рука, что её отец находится на планете Иду, куда она и отправляется вместе с Кассианом. Их корабль терпит аварию при посадке, но все выживают и добираются до имперской базы. У Кассиана есть приказ уничтожить Галена Эрсо, но в последний момент он не может найти в себе силы выстрелить в инженера из снайперской винтовки.
В это время на Иду прибывает Кренник, узнавший о том, что пилот-перебежчик вылетел с информацией именно оттуда. Кренник отдаёт приказ расстрелять подчинённых инженеров Эрсо прямо на глазах последнего, но в это время базу Империи атакует эскадрилья Альянса повстанцев, в результате чего на руках Джин гибнет её отец, который подтвердил дочери, что «Звезда смерти» может быть уничтожена благодаря уязвимому месту в реакторе. Бодхи Рук захватывает имперский транспортный звездолёт, на котором Кассиан и Джин отправляются на Явин IV. Кренника вызывает к себе на Мустафар лорд ситхов Дарт Вейдер. Ситх недоволен его действиями, так как существование «Звезды Смерти» отрицается перед Галактическим сенатом. Он требует от Кренника убедиться, что в боевой станции нет изъянов, а заодно показывает Креннику его место, слегка придушив Силой.
На совете Альянса многие не верят Джин и в возможность обнаружения чертежей, считая это ловушкой. Ей отказано в полномасштабной поддержке, однако Кассиан собирает небольшой отряд повстанцев-добровольцев, к ним присоединяются хранители храма джедаев с Джеды Бейз Мальбус и Чиррут Имве. На имперском транспортнике без согласования с советом Альянса они вылетают на Скариф. Им удаётся пройти через шлюз в защитном поле планеты и сесть недалеко от башни, где хранятся данные Империи, в том числе чертежи «Звезды Смерти». Добровольцы отвлекают внимание гарнизона базы, а Джин, Кассиан и дроид K-2SO проникают в башню.
В это время на Скариф также прилетает Кренник, который хочет выяснить, какую информацию мог пересылать отсюда Гален Эрсо.
Джин и Кассиану удаётся обнаружить необходимые чертежи, которые Гален зашифровал кодовым словом, известным только Джин. Повстанцы-добровольцы не могут справиться с целым гарнизоном и начинают гибнуть, но в этот момент над Скарифом появляется флот Альянса, который решил всё же поддержать Джин и Кассиана. Нескольким истребителям повстанцев удаётся пройти сквозь шлюз и они оказывают огневую поддержку наземным силам, что вносит ещё большую сумятицу в ряды имперских сил. Однако силам Империи удаётся закрыть шлюз в силовом поле над Скарифом, что делает невозможным передачу данных с планеты на орбиту. Джин и Кассиану при помощи Бодхи Рука удаётся настроить канал передачи данных на орбиту, остаётся только пробить брешь в защитном поле. Корвету № 5 Альянса ценой самопожертвования удаётся столкнуть два огромных имперских разрушителя, которые врезаются в портал шлюза, тем самым открывая его. Кренник в последний момент пытается помешать Джин передать данные на флагман повстанцев на орбите, но его серьёзно ранит Кассиан. Передача данных осуществлена, но в этот момент на орбите Скарифа появляется «Звезда смерти» и губернатор Таркин отдаёт приказ уничтожить базу на планете, чтобы избежать утечки данных.
Дарт Вейдер же атакует флот Альянса на своём флагмане «Опустошитель», чтобы не дать ему скрыться на случай, если чертежи «Звезды смерти» всё же были переданы. «Звезда смерти» уничтожает базу на Скарифе, на ней гибнут Джин, Кассиан, Кренник и все находившиеся там войска Империи и повстанцы. Вейдеру удаётся вывести из строя флагман Альянса.
Он лично возглавляет абордажную команду и вступает в бой с экипажем, неистово расправляясь с повстанцами на своём пути. Бойцам Альянса удаётся передать из рук в руки дискету и с флагмана успевает стартовать дипломатический корабль, на котором чертежи «Звезды смерти» увозит принцесса Лея Органа.

## В ролях
| Актёр                                                                   | Роль                                                             |
| ----------------------------------------------------------------------- | ---------------------------------------------------------------- |
| Фелисити Джонс                                                          | Джин Эрсо                                                        |
| Диего Луна                                                              | Кассиан Андор, капитан Повстанческого Альянса                    |
| Алан Тьюдик                                                             | K-2SO, имперский дроид-силовик на стороне повстанцев             |
| Донни Йен                                                               | Чиррут Имве                                                      |
| Цзян Вэнь                                                               | Бейз Мальбус                                                     |
| Риз Ахмед                                                               | Бодхи Рук                                                        |
| Бен Мендельсон                                                          | адмирал Орсон Кренник, директор Передовых оружейных исследований |
| Гай Генри (захват движения) и Питер Кушинг (компьютерная реконструкция) | Гранд-мофф Уилхафф Таркин                                        |
| Спенсер Уайлдинг                                                        | Дарт Вейдер                                                      |
| Дэниел Нэпрос (каскадёр)                                                | Дарт Вейдер                                                      |

| Актёр                                                                       | Роль                                                 |
| --------------------------------------------------------------------------- | ---------------------------------------------------- |
| Джеймс Эрл Джонс                                                            | Дарт Вейдер (голос)                                  |
| Форест Уитакер                                                              | Со Геррера, ветеран Войн клонов                      |
| Мадс Миккельсен                                                             | Гален Эрсо, отец Джин                                |
| Джимми Смитс                                                                | сенатор Бейл Органа                                  |
| Женевьев О’Райли                                                            | сенатор Мон Мотма                                    |
| Валин Кейн                                                                  | Лира Эрсо                                            |
| Алистер Петри                                                               | генерал Дрейвен                                      |
| Энтони Дэниелс                                                              | C-3PO                                                |
| Джимми Ви                                                                   | R2-D2                                                |
| Ингвильд Дейла (захват движения) и Кэрри Фишер (компьютерная реконструкция) | принцесса Лея Органа                                 |
| Мэтт Риппи                                                                  | капрал-повстанец Сёрчилл Росток (отряд «Изгой-один») |
| Райан Джонсон                                                               | техник на Звезде Смерти (камео)                      |

## Производство

### Подбор актёров

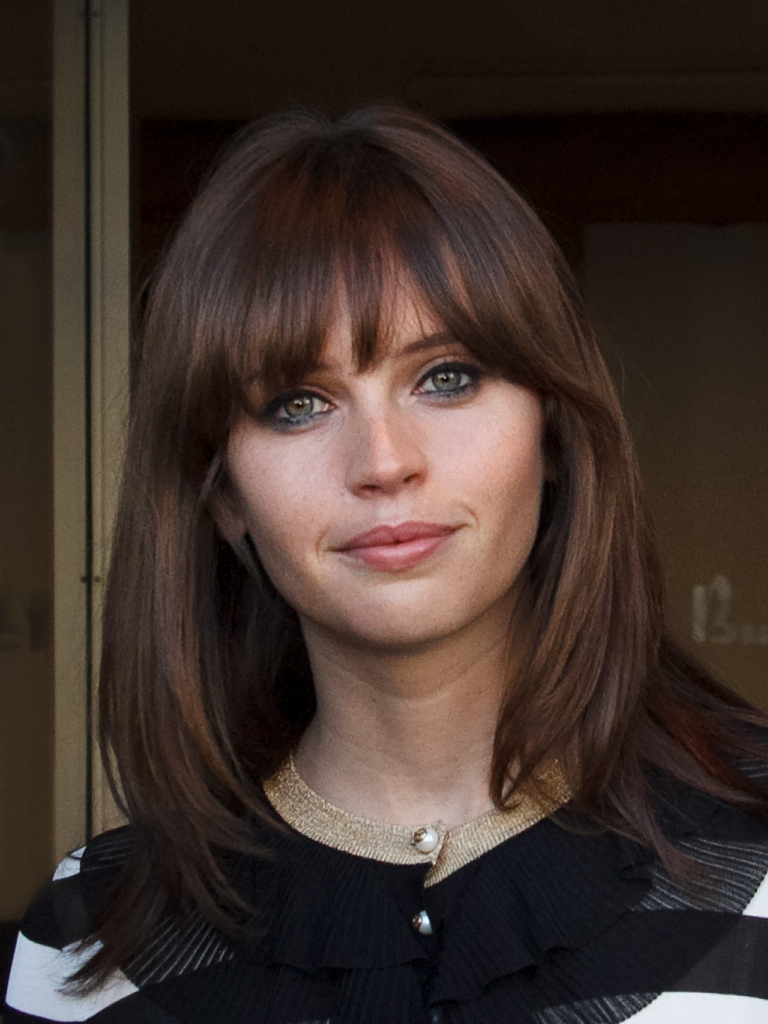
Англичанка Фелисити Джонс исполнила главную роль в фильме

На главную женскую роль рассматривались такие актрисы как Татьяна Маслани, Руни Мара. Сестра Руни Кейт Мара также участвовала в кастинге. На главную мужскую роль претендовали Аарон Пол и Эдгар Рамирес. Основной состав был утверждён весной 2015 года, включая исполнителей главных ролей Фелисити Джонс, Диего Луну и Бена Мендельсона.

#### Актёры из трилогии приквелов
Одна из немногих актрис, ранее уже снимавшихся в «Звёздных войнах», ирландка Женевьев О’Райли вернулась к роли сенатора Мон Мотмы во второй раз после «Мести ситхов» (тогда сцены с её участием в финальной версии были вырезаны). В «Возвращении джедая» в 1983 году этого персонажа играла англичанка Кэролайн Блэкистон.
Также к роли сенатора Бейла Органы вернулся Джимми Смитс, который играл этого персонажа в «Атаке клонов» и «Мести ситхов», а Джеймс Эрл Джонс вновь озвучил Дарта Вейдера, как и в оригинальной трилогии с «Местью ситхов».

#### Интернациональность состава
Энтони Дэниелс появился в эпизодической роли дроида C-3PO, он стал единственным актёром, появлявшимся во всех 9 вышедших эпизодах саги, а также в «Изгое-один».
В итоге, актёрский состав получился по-настоящему интернациональным, что не редкость для «Звёздных войн». Британец Эдвардс пригласил на главную роль свою соотечественницу Фелисити Джонс, до этого наиболее известную по роли Джейн Хокинг в байопике «Вселенная Стивена Хокинга». Также в ролях задействованы мексиканец Диего Луна, австралиец Бен Мендельсон, британец пакистанского происхождения Риз Ахмед, китайцы Донни Йен и Цзян Вэнь, датчанин Мадс Миккельсен, ирландка Женевьев О’Райли, американцы Форест Уитакер, Джимми Смитс и Джеймс Эрл Джонс.

#### Компьютерные реконструкции актёров
Один из значимых персонажей фильма губернатор Уилхафф Таркин был создан при помощи компьютерной анимации на основе актёрской работы британца Гая Хенри, так как Питер Кушинг, исполнивший роль Таркина в фильме 1977 года «Новая надежда», умер в 1994 году, и было принято решение создать компьютерную модель, максимально внешне схожую с Кушингом.
Аналогично норвежка Ингвильд Дейла сыграла эпизодическую роль принцессы Леи Органы, а при помощи компьютерной графики образу были приданы черты молодой Кэрри Фишер, исполнившей эту роль в фильме 1977 года. Хенри озвучил роль Таркина, тогда как для небольшой роли принцессы Леи были использованы архивные записи голоса Фишер, хотя сама актриса была жива на момент съёмок фильма.
Необычный ход был использован для персонажей командиров Золотой эскадрильи Альянса повстанцев Датча Вендера и Красной эскадрильи Гарвена Дрейса. Для этих эпизодических героев были использованы кадры, не вошедшие в окончательную версию «Новой надежды» в 1977 году, где эти роли исполнили канадец Ангус Макиннес и британец Дрюи Хенли. 68-летний Макиннес записал новый диалог для роли Вендера в «Изгое-один», а Хенли умер в начале 2016 года в возрасте 75 лет, поэтому его реплики были созданы на основе архивных материалов.

### Съёмки

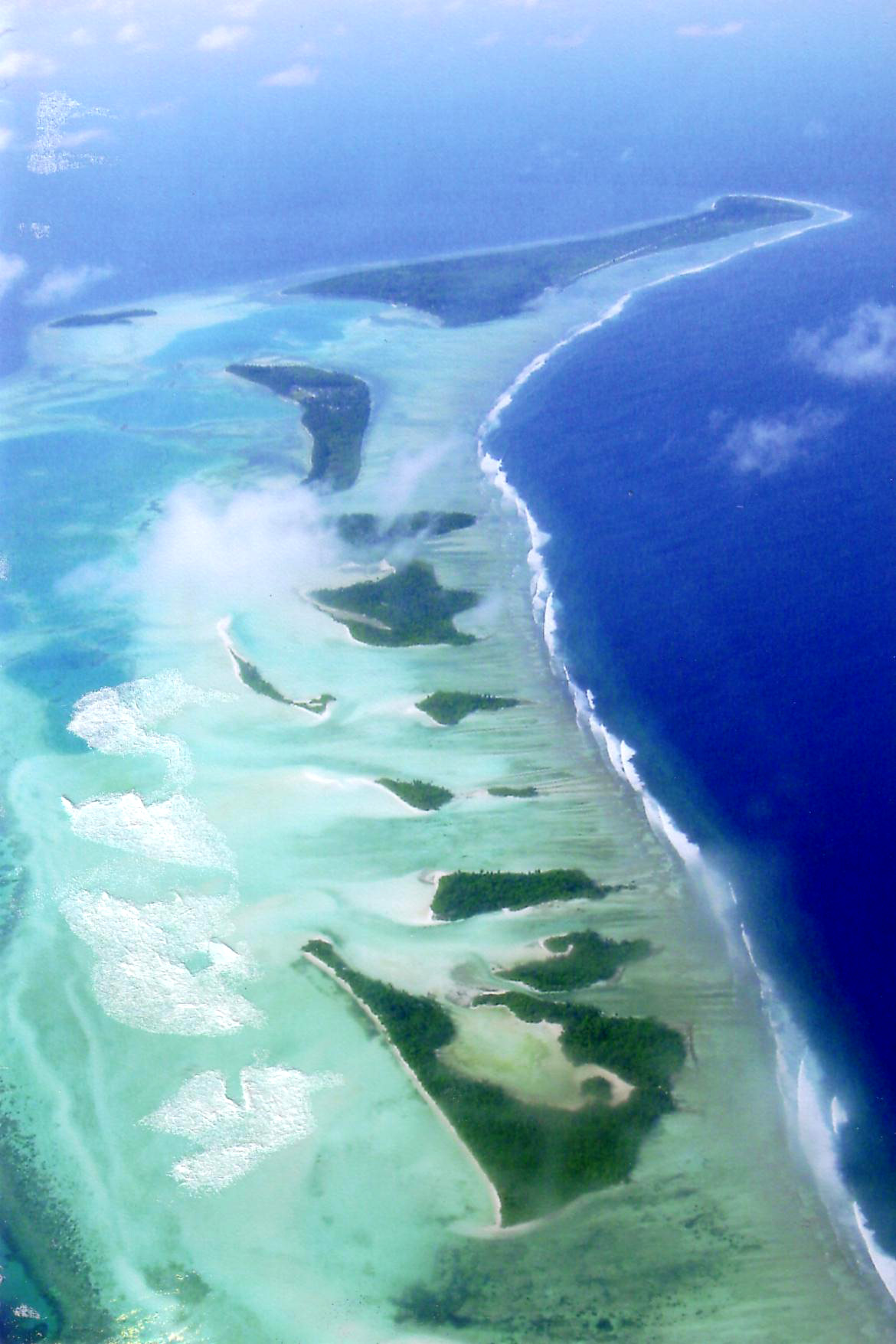
Атолл Лааму

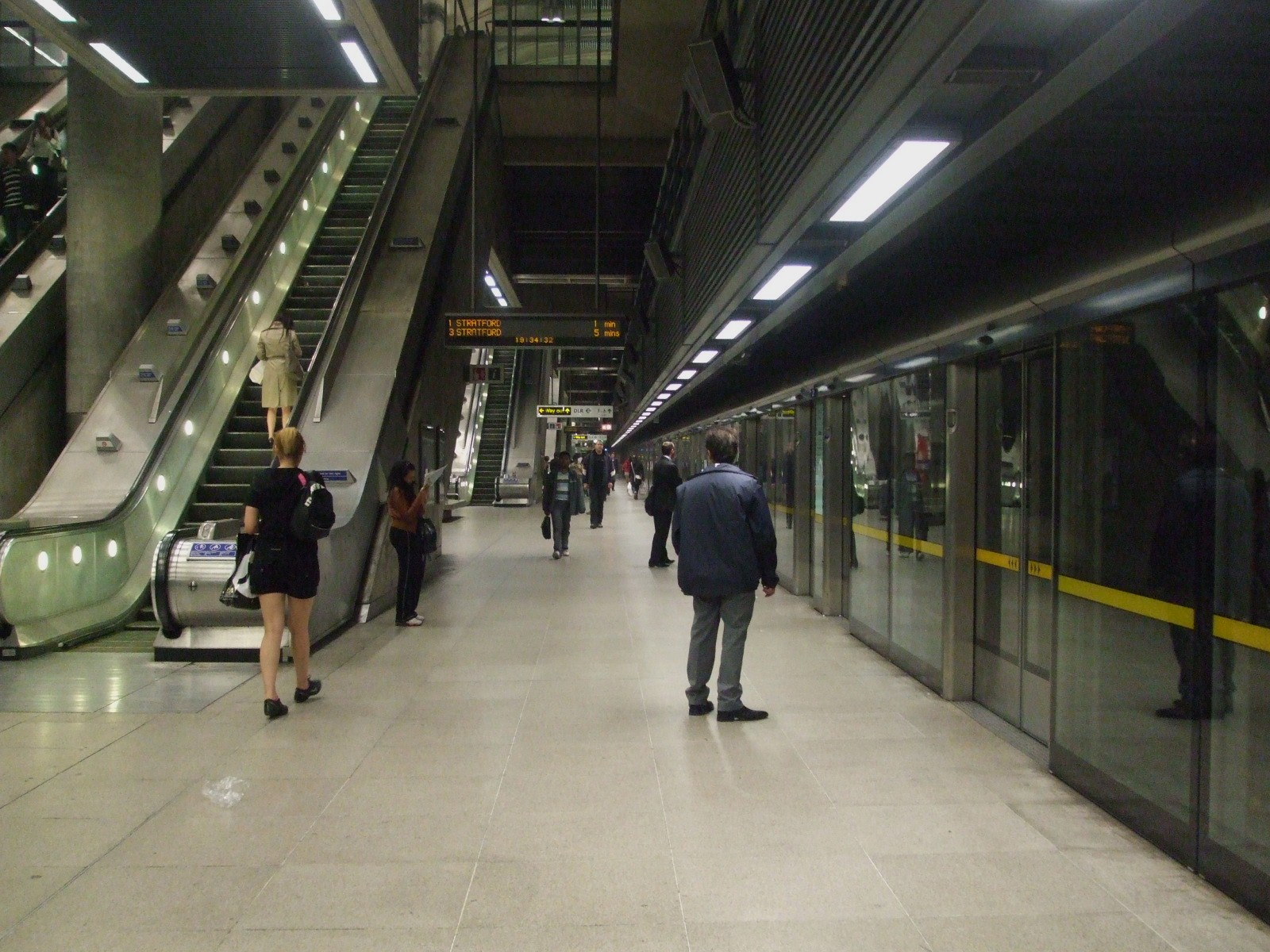
Станция Канэри-Уорф

Основные съёмки стартовали в начале августа 2015 года в Лондоне. Сцены на планете Скариф были сняты на атолле Лааму на Мальдивах, также съёмки проходили в Исландии и пустыне Вади-Рам в Иордании. После выхода трейлера в апреле 2016 года появилась информация, что интерьер Имперского дворца на Скарифе снимался на станции лондонского метро «Канэри-Уорф».
При съёмках отдельных сцен применялись анаморфотные объективы Ultra Panavision 70, которые использовались в 1950—1960-х годах (например, в фильме «Величайшая из когда-либо рассказанных историй», а в 2015 году Квентин Тарантино задействовал их при съёмках фильма «Омерзительная восьмёрка»), а также 6K-камеры Arri Alexa 65.

## Маркетинг
Первый тизер-трейлер вышел 7 апреля 2016 года. В том же месяце был показан первый тизер-постер. 11 августа был показан первый трейлер.
13 октября вышел второй трейлер.

## Музыка
Изначально сообщалось, что Александр Деспла напишет музыку к «Изгою-один». Но в сентябре 2016 года «The Hollywood Reporter» сообщил, что Александра заменит композитор «Остаться в живых» и перезапуска «Стартрека» Майкл Джаккино, так как из-за пересъёмок Деспла не смог дальше работать. Кроме того в фильме использованы музыкальные темы и лейтмотивы из оригинальной трилогии, написанные композитором «Звёздных Войн» Джоном Уильямсом.
| №                   | Название | Длительность |
| ------------------- | --- | ------------ |
| 1.                  | «He's Here for Us» ("A Krennic Connection")                                                                                                  | 3:20         |
| 2.                  | «A Long Ride Ahead» ("Jyn and Scare It") | 3:56         |
| 3.                  | «Wobani Imperial Labor Camp» ("Jyncarcerated")                                                                                               | 0:54         |
| 4.                  | «Trust Goes Both Ways» ("Going to See Saw"; includes "The Force Theme" by John Williams)                                                     | 2:45         |
| 5.                  | «When Has Become Now» ("That New Death Star Smell"; includes "Death Star Motif" by John Williams)                                            | 1:59         |
| 6.                  | «Jedha Arrival» ("Jedha Call Saw") | 2:48         |
| 7.                  | «Jedha City Ambush» ("When Ambush Come to Shove")                                                                                            | 2:19         |
| 8.                  | «Star-Dust» ("Erso-Facto") | 3:47         |
| 9.                  | «Confrontation on Eadu» ("Go Do, That Eadu, That You Do, So Well"; includes "Death Star Motif" by John Williams)                             | 8:05         |
| 10.                 | «Krennic's Aspirations» ("Have a Choke and a Smile"; includes "Imperial Motif" and "Имперский марш" by John Williams)                        | 4:16         |
| 11.                 | «Rebellions Are Built on Hope» ("Erso in Vain")                                                                                              | 2:56         |
| 12.                 | «Rogue One» ("Takes One to Rogue One"; includes "The Force Theme" by John Williams)                                                          | 2:04         |
| 13.                 | «Cargo Shuttle SW-0608» ("World's Worst Vacation Destination")                                                                               | 3:59         |
| 14.                 | «Scrambling the Rebel Fleet» ("Scarif Tactics"; includes "The Force Theme" and "Star Wars Main Theme" by John Williams)                      | 1:33         |
| 15.                 | «AT-ACT Assault» ("Bazed and Confused"; includes "Rebel Fanfare" and "Imperial Walkers" by John Williams)                                    | 2:55         |
| 16.                 | «The Master Switch» ("Switch Hunt") | 4:02         |
| 17.                 | «Your Father Would Be Proud» ("Transmission Impossible")                                                                                     | 4:51         |
| 18.                 | «Hope» ("Live and Let Jedi"; includes "Имперский марш", "Death Star Motif", "Rebel Blockade Runner", and "The Force Theme" by John Williams) | 1:37         |
| 19.                 | «Jyn Erso and Hope Suite» | 5:51         |
| 20.                 | «The Imperial Suite» | 2:29         |
| 21.                 | «Guardians of the Whills Suite» | 2:52         |
| Общая длительность: | Общая длительность: | 69:18        |

## Сборы
В конце ноября 2016 года ожидалось, что в первый уик-энд проката в США и Канаде фильм соберёт порядка 100—150 млн долларов. Президент The Walt Disney Company Боб Айгер в ноябре 2016 года отмечал, что ни Disney, ни Lucasfilm не рассчитывают, что «Изгой-один» сможет приблизиться к показателям «Пробуждения силы», вышедшего в 2015 году и собравшего 2,1 млрд долларов по всему миру и 248 млн в первый уик-энд проката.
Предпродажи билетов в Северной Америке стартовали в ночь с 27 на 28 ноября 2016 года и в течение 10 минут обрушили сайты продажи билетов, в частности Fandango. По количеству предзаказанных билетов за первые сутки «Изгой-один» вышел на второе место в истории после «Пробуждения силы». В США в четверг во время вечерних предпоказов фильм собрал около 30 миллионов долларов, что гораздо ниже показателя «Пробуждения силы» (57 млн), но тем не менее это лучший показатель среди всех фильмов 2016 года. В первый полный день показа в пятницу 16 декабря фильм собрал 71 млн долларов в США, 12-й показатель в истории. В субботу, 17 декабря, сборы в США упали на фоне пятницы и составили 46 млн долларов, однако составили в сумме 155 млн долларов за первый уик-энд.
За первые 20 дней показа общая сумма общемировых сборов превысила 800 миллионов долларов. Более 50 % этой суммы (около 450 млн $) было собрано в Северной Америке.
В итоге фильм собрал более 1,05 млрд долларов, став вторым по сборам в 2016 году после фильма «Первый мститель: Противостояние» (1,15 млрд) и 28-м, преодолевшим рубеж в $1 млрд. В списке самых кассовых фильмов (без учёта инфляции) «Изгой-один» занял 25-е место, а также третье место в истории франшизы «Звёздные войны» (после «Пробуждения силы»).

## Отзывы
Фильм получил положительные отзывы критиков. Отмечалось, что создатели фильма бережно отнеслись к наследию оригинальной трилогии (Эпизоды IV, V, VI), воссоздав не только дизайн и художественные решения тех фильмов, но и частично передав атмосферу противостояния Империи и Альянса повстанцев.
Многие издания, в частности, Wired, «Мир фантастики», Empire, IGN, «Завтра»,Cinema Blend, io9 назвали «Изгой-один» одним из лучших фильмов 2016 года.

## Награды и номинации
| Премия           | Категория                            | Номинант                                                         | Результат |
| ---------------- | ------------------------------------ | ---------------------------------------------------------------- | --------- |
| «Оскар»          | Лучшие визуальные эффекты            | Джон Нолл, Моэн Лео, Хэл Т. Хикель, Нил Корбоулд                 | Номинация |
| «Оскар»          | Лучший звук                          | Дэвид Паркер, Кристофер Скарабосио, Стюарт Уилсон                | Номинация |
| BAFTA            | Лучшие визуальные эффекты            | Нил Корбоулд, Хэл Т. Хикель, Моэн Лео, Джон Нолл, Найджел Самнер | Номинация |
| BAFTA            | Лучший грим и причёски               | Аманда Найт, Нил Скэнлэн, Лиза Томблин                           | Номинация |
| «Сатурн»         | Лучший научно-фантастический фильм   |                                                                  | Победа    |
| «Сатурн»         | Лучший режиссёр                      | Гарет Эдвардс                                                    | Победа    |
| «Сатурн»         | Лучшая женская роль                  | Фелисити Джонс                                                   | Номинация |
| «Сатурн»         | Лучшая мужская роль второго плана    | Диего Луна                                                       | Номинация |
| «Сатурн»         | Лучший сценарий                      | Крис Вайц, Тони Гилрой                                           | Номинация |
| «Сатурн»         | Лучшая музыка к фильму               | Майкл Джаккино                                                   | Номинация |
| «Сатурн»         | Лучший монтаж                        | Джон Гилрой, Колин Гуди, Джэбез Олссен                           | Номинация |
| «Сатурн»         | Лучший дизайн костюмов               | Дэвид Кроссман, Глин Диллон                                      | Номинация |
| «Сатурн»         | Лучшая работа художника-постановщика | Даг Чианг, Нил Ламон                                             | Номинация |
| «Сатурн»         | Лучший грим и причёски               | Эми Бирн                                                         | Номинация |
| «Сатурн»         | Лучшие визуальные эффекты            | Джон Нолл, Моэн Лео, Хэл Т. Хикель, Нил Корбоулд                 | Победа    |
| MTV Movie Awards | Лучший фильм                         |                                                                  | Номинация |
| MTV Movie Awards | Лучший герой                         | Фелисити Джонс                                                   | Номинация |
| MTV Movie Awards | Лучший прорыв                        | Риз Ахмед                                                        | Номинация |

## Приквел
В 2022 году вышел прямой приквел фильма «Изгой-один» — телесериал «Андор». Капитан Кассиан Андор и имперский дроид-силовик K-2SO вновь стали главными героями, а актёры Диего Луна и Алан Тьюдик соответственно вернулись к ролям этих персонажей.
Сюжет сериала развернётся за 5 лет до событий «Изгоя-один». Сосценарист Изгоя Тони Гилрой выступил главным сценаристом и шоураннером сериала.